# Стойкович, Иван (тренер)
Иван Стойкович (серб. Иван Стојковић / Ivan Stojkovic; 29 сентября 1989, Пожаревац) — сербский футбольный тренер.

## Биография
В качестве тренера работал с юниорскими командами. В 2022 году возглавил молодежный состав «Левадии». В июле 2022 года временно стал главным тренером основного состава, однако уже в сентябре Стойковича на посту сменил бывший полузащитник московского «Спартака» Максим Калиниченко.
В конце мая 2023 года сербский специалист вернулся в Эстонию, став наставником клуба Премиум-Лиги «Пайде».